# Kabinett Schwesig II
Das Kabinett Schwesig II bildet seit dem 15. November 2021 die Landesregierung von Mecklenburg-Vorpommern.
Manuela Schwesig führt in ihrer zweiten Amtszeit als Ministerpräsidentin erstmals eine rot-rote Koalition aus SPD und Die Linke, welche als Folge der Landtagswahl 2021 gebildet wurde. Bei der Ministerpräsidentenwahl wurden 41 Ja- und 35 Nein-Stimmen bei drei Enthaltungen abgegeben; somit müssen mindestens zwei Abgeordnete der Koalition nicht für, aber auch mindestens ein Mitglied der Opposition nicht gegen Schwesig gestimmt haben.
Das Kabinett Schwesig II ist das insgesamt elfte Kabinett in Mecklenburg-Vorpommern seit Entstehung des Landes nach der deutschen Einheit im Jahr 1990.

## Abstimmung im Landtag Mecklenburg-Vorpommern
| Wahlgang                                                                                               | Kandidatin        | Kandidatin             | Stimmen    | Stimmenzahl | Anteil (abgegebene Stimmen) | Unterstützer | Unterstützer | Unterstützer |
| --- | ----------------- | ---------------------- | ---------- | ----------- | --------------------------- | ------------ | ------------ | ------------ |
| 1. Wahlgang                                                                                            |                   | Manuela Schwesig (SPD) | Ja-Stimmen | 41          | 51,9 %                      |              |              | SPD, Linke   |
| 1. Wahlgang                                                                                            | Nein-Stimmen      | Manuela Schwesig (SPD) | 35         | 44,3 %      |                             |              |              | SPD, Linke   |
| 1. Wahlgang                                                                                            | Enthaltungen      | Manuela Schwesig (SPD) | 3          | 3,8 %       |                             |              |              | SPD, Linke   |
| 1. Wahlgang                                                                                            | Ungültige Stimmen | Manuela Schwesig (SPD) | 0          | 0,0 %       |                             |              |              | SPD, Linke   |
| 1. Wahlgang                                                                                            | Nichtteilnahme    | Manuela Schwesig (SPD) | 0          | 0,0 %       |                             |              |              | SPD, Linke   |
| Damit wurde Manuela Schwesig wieder zur Ministerpräsidentin des Landes Mecklenburg-Vorpommern gewählt. |                   |                        |            |             |                             |              |              |              |

## Die Landesregierung
| Amt                                                     | Foto | Name                                    | Partei | Partei    |
| ------------------------------------------------------- | ---- | --------------------------------------- | ------ | --------- |
| Ministerpräsidentin Staatskanzlei                       |      | Manuela Schwesig                        |        | SPD       |
| Stellvertreterin der Ministerpräsidentin                |      | Simone Oldenburg                        |        | Die Linke |
| Bildung und Kindertagesstätten                          |      | Simone Oldenburg                        |        | Die Linke |
| Inneres, Bau und Digitalisierung                        |      | Christian Pegel                         |        | SPD       |
| Justiz, Gleichstellung und Verbraucherschutz            |      | Jacqueline Bernhardt                    |        | Die Linke |
| Wirtschaft, Infrastruktur, Tourismus und Arbeit         |      | Reinhard Meyer (bis 11. Dezember 2024)  |        | SPD       |
| Wirtschaft, Infrastruktur, Tourismus und Arbeit         |      | Wolfgang Blank (seit 11. Dezember 2024) |        | parteilos |
| Soziales, Gesundheit und Sport                          |      | Stefanie Drese                          |        | SPD       |
| Wissenschaft, Kultur, Bundes- und Europaangelegenheiten |      | Bettina Martin                          | SPD    |           |
| Klimaschutz, Landwirtschaft, ländliche Räume und Umwelt |      | Till Backhaus                           | SPD    |           |
| Finanzen                                                |      | Heiko Geue                              | SPD    |           |

## Staatssekretäre
Die Staatssekretäre sind die ranghöchsten Beamten des Landes Mecklenburg-Vorpommern. Sie fungieren als Amtschefs der Ministerien, ständige Vertreter der Minister oder übernehmen – wie die Bevollmächtigte des Landes Mecklenburg-Vorpommern beim Bund oder der Parlamentarische Staatssekretär für Vorpommern und das östliche Mecklenburg – Sonderaufgaben.
| Staatskanzlei und Ministerien                                           | Staatssekretäre |
| ----------------------------------------------------------------------- | --- |
| Staatskanzlei                                                           | Patrick Dahlemann Chef der Staatskanzlei Heiko Miraß Parlamentarischer Staatssekretär für den Landesteil Vorpommern und das östliche Mecklenburg |
| Ministerium für Bildung und Kindertagesstätten                          | Tom Michael Scheidung |
| Ministerium für Wirtschaft, Infrastruktur, Tourismus und Arbeit         | Jochen Schulte Ines Jesse (ab 10. Januar 2022)                                                                                                   |
| Ministerium für Inneres, Bau und Digitalisierung                        | Wolfgang Schmülling Inneres und Kommunen Ina-Maria Ulbrich Digitalisierung                                                                       |
| Ministerium für Soziales, Gesundheit und Sport                          | Antje Draheim (bis 8. Dezember 2021) Sylvia Grimm (ab 14. Dezember 2021) Frauke Hilgemann Bekämpfung der Corona-Pandemie (bis 30. Mai 2022)      |
| Ministerium für Wissenschaft, Kultur, Bundes- und Europaangelegenheiten | Susanne Bowen Jutta Bieringer Bevollmächtigte des Landes beim Bund                                                                               |
| Ministerium für Klimaschutz, Landwirtschaft, ländliche Räume und Umwelt | Jürgen Buchwald (bis 30. April 2022) Elisabeth Aßmann (ab 1. Mai 2022)                                                                           |
| Finanzministerium                                                       | Carola Voß |
| Ministerium für Justiz, Gleichstellung und Verbraucherschutz            | Friedrich Straetmanns (bis 22. Juli 2025) Babette Bohlen (ab 22. Juli 2025)                                                                      |